# Le Mesnil-Ozenne
Le Mesnil-Ozenne è un comune francese di 245 abitanti situato nel dipartimento della Manica, nella regione della Normandia.

## Società

### Evoluzione demografica
Abitanti censiti